# Теория Янга — Миллса с четырьмя суперсимметриями
Теория Янга — Миллса с четырьмя суперсимметриями (также (N = 4)-теория Янга — Миллса) — математическая и физическая модель, созданная для изучения частиц с помощью простой системы, подобной теории струн, с конформной симметрией. Это упрощённая игрушечная теория, основанная на теории Янга — Миллса, которая не описывает реальный мир, но полезна, поскольку она может служить испытательным полигоном для подходов к решению проблем в более сложных теориях. Она описывает вселенную, содержащую бозонные поля и фермионные поля, связанные 4 суперсимметриями (это означает, что обмен бозонными, фермионными и скалярными полями определённым образом оставляет предсказания теории инвариантными). Это одна из самых простых (потому что она не имеет свободных параметров, кроме калибровочной группы) и одна из немногих конечных квантовых теорий поля в четырёх измерениях. Её можно считать самой симметричной теорией поля, которая не связана с гравитацией.

## Лагранжиан
Лагранжиан для теории
{\displaystyle L=\operatorname {tr} \left\{-{\frac {1}{2g^{2}}}F_{\mu \nu }F^{\mu \nu }+{\frac {\theta _{I}}{8\pi ^{2}}}F_{\mu \nu }{\bar {F}}^{\mu \nu }-i{\overline {\lambda }}^{a}{\overline {\sigma }}^{\mu }D_{\mu }\lambda _{a}-D_{\mu }X^{i}D^{\mu }X^{i}+gC_{i}^{ab}\lambda _{a}[X^{i},\lambda _{b}]+g{\overline {C}}_{iab}{\overline {\lambda }}^{a}[X^{i},{\overline {\lambda }}^{b}]+{\frac {g^{2}}{2}}[X^{i},X^{j}]^{2}\right\},}
где {\displaystyle F_{\mu \nu }^{k}=\partial _{\mu }A_{\nu }^{k}-\partial _{\nu }A_{\mu }^{k}+f^{klm}A_{\mu }^{l}A_{\nu }^{m}} и индексы i, j = 1, …, 6, а также a, b = 1, …, 4. {\displaystyle f} представляет структурные константы определённой калибровочной группы. {\displaystyle C_{i}^{ab}} представляет структурные константы группы R-симметрии SU(4), которая вращает 4 суперсимметрии. Как следствие теорем о неперенормировке, эта суперсимметричная теория поля фактически является суперконформной теорией поля .

## Десятимерный лагранжиан
Вышеуказанный лагранжиан можно найти, начав с более простого десятимерного лагранжиана
{\displaystyle L=\operatorname {tr} \left\{{\frac {1}{g^{2}}}F_{IJ}F^{IJ}-i{\bar {\lambda }}\Gamma ^{I}D_{I}\lambda \right\},}
где I и J пробегают значения от 0 до 9 и {\displaystyle \Gamma ^{I}} являются 32 на 32 гамма-матрицами {\displaystyle (32=2^{10/2})} с последующим добавлением члена с {\displaystyle \theta _{I}} который является топологическим членом.
Компоненты {\displaystyle A_{i}} калибровочного поля для i от 4 до 9 становятся скалярами после устранения лишних измерений. Это также даёт интерпретацию SO(6) R-симметрии как поворотов в сверхкомпактных измерениях.
Путём компактификации на Т6 все суперзаряды сохраняются, давая N = 4 в 4-мерной теории.
Интерпретация теории струн типа IIB — это мировая теория стека D3-бран.

## S-дуальность
Константы связи {\displaystyle \theta _{I}} и {\displaystyle g} естественно спариваются в форме:
{\displaystyle \tau ={\frac {\theta }{2\pi }}+{\frac {4\pi i}{g^{2}}}.}
Теория имеет симметрию, которая сдвигает {\displaystyle \tau } по целым числам. Гипотеза S-дуальности говорит, что есть также симметрия, которая посылает :{\displaystyle \tau \mapsto {\frac {-1}{n_{G}\tau }}} а также переключает группу {\displaystyle G} к её двойственной группе Ленглендса .

## AdS/CFT-соответствие
Эта теория важна и в контексте голографического принципа. Существует двойственность между теорией струн типа IIB в пространстве AdS5 × S5 (произведение 5-мерного пространства AdS с 5-мерной сферой) и N = 4 суперсимметричной теорией Янга — Миллса на 4-мерной границе AdS5. Однако эта конкретная реализация AdS/CFT-соответствия не является реалистичной моделью гравитации, поскольку гравитация в нашей вселенной является 4-мерной. Несмотря на это, AdS/CFT-соответствие является наиболее успешной реализацией голографического принципа, спекулятивной идеи о квантовой гравитации, первоначально предложенной Герардом 'т Хоофтом, которая расширяла работу по термодинамике чёрных дыр, и была улучшена и продвинута в контексте теории струн Леонардом Сасскиндом .

## Интегрируемость
Существует доказательство того, что N = 4 суперсимметричная теория Янга — Миллса имеет интегрируемую структуру в плоском пределе больших N. Поскольку количество цветов (также обозначаемое N) становится бесконечным, амплитуды масштабируются как {\displaystyle N^{2-2g}}, так что выживает только вклад рода 0 (планарный граф). Планарная теория Янга — Миллса — это теория с очень большим (бесконечным) количеством цветов.
Планарный предел — это предел, в котором амплитуды рассеяния преобладают на диаграммах Фейнмана, которым можно придать структуру планарных графов.
Beisert и соавт. дали обзорную статью, демонстрирующую, как в этой ситуации локальные операторы могут быть выражены через определённые состояния в «спиновых» цепочках, но на основе больших супералгебр Ли, а не SU(2) для обычного спина. Они поддаются техникам подстановки Бете. Они также строят действие ассоциированного янгиана на амплитуды рассеяния.
Нима Аркани-Хамед и соавт. также исследовали эту тему. Используя теорию твисторов, они находят описание (формализм амплитуэдра) в терминах позитивного грассманиана.

## Отношение к 11-мерной М-теории
N = 4 суперсимметричная теория Янга — Миллса может быть получена из более простой 10-мерной теории, и всё же супергравитация и М-теория существуют в 11 измерениях. Связь заключается в том, что если калибровочная группа U(N) SYM становится бесконечной как {\displaystyle N\rightarrow \infty }, она становится эквивалентной 11-мерной теории, известной как матричная теория.